# Chilime
Chilime (Nepali चिलिमे) ist ein Dorf und ein Village Development Committee (VDC) in Nepal im Norden des Distrikts Rasuwa.
Der Ort Chilime liegt auf 1810 m Höhe am unteren Flusslauf des Sanjen Khola, einem rechten Nebenfluss der Trishuli, der die Ostflanke des Ganesh Himal entwässert. Chilime ist von Goljung über eine Straße zugänglich. 
In Chilime wird ein Teil des Flusswassers des Sanjen Khola abgeleitet und einem 3,5 km entfernten Kavernenkraftwerk zugeführt. Die installiert Leistung beträgt 22,1 MW. Unterhalb von Syafrubesi gelangt das Wasser über einen Abflussstollen in die Trishuli.

## Einwohner
Bei der Volkszählung 2011 hatte das VDC Chilime 1378 Einwohner (davon 685 männlich) in 340 Haushalten.

## Dörfer und Weiler
Thuman besteht aus mehreren Dörfern und Weilern. 
Die wichtigsten sind:
- Chilime (1810 m ⊙)
- Gongang (2235 m ⊙)
- Pajung (1955 m ⊙)
- Tatopani (2600 m ⊙)